# 圣卡森
圣卡森（法語發音：[sɛ̃ kasɛ̃]）是法国萨瓦省的一个市镇，属于尚贝里区。

## 地理
圣卡森（45°32'17"N, 5°53'39"E）面积14.79 平方千米，位于法国奥弗涅-罗讷-阿尔卑斯大区萨瓦省，该省份为法国东部省份，历史上为薩伏依的一部分，北起上萨瓦省，西接伊泽尔省和安省，南部和东部与上阿尔卑斯省和意大利接壤。
与圣卡森接壤的市镇（或旧市镇、城区）包括：维米讷、蒙塔尼奥勒。
圣卡森的时区为UTC+01:00、UTC+02:00（夏令时）。

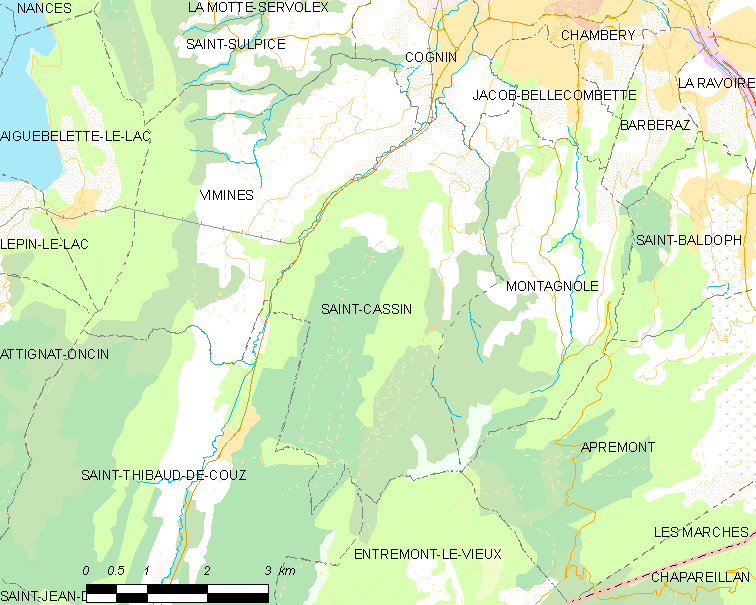
圣卡森的OSM定位图

## 行政
圣卡森的邮政编码为73160，INSEE市镇编码为73228。

## 政治
圣卡森所属的省级选区为勒蓬德博瓦桑县。

## 人口

1962-2008年间圣卡森人口变化图示

圣卡森于2022年1月1日时的人口数量为1009人。